# Protocol d'Ushuaia
El Protocol d'Ushuaia és un protocol signat el 24 de juliol de 1998 a la ciutat argentina d'Ushuaia per quatre països membres del Mercosur (l'Argentina, el Brasil, l'Uruguai i el Paraguai) i dos estats associats (Bolívia i Xile) reafirmant el compromís democràtic entre els estats signants. El protocol va establir la «Clàusula Democràtica» que determina l'exclusió del país on faci fallida l'ordre democràtic, fins i tot es poden aplicar sancions comercials o el tancament de fronteres.